# Drammenselva
El río Drammen o Drammenselva (o Dramselva) es un río de la provincia de Viken, sureste de Noruega. Sus 48 km de curso van desde el lago Tyrifjorden, en el norte, hasta el fiordo de Drammen en el sur, donde desagua tras atravesar el centro de la ciudad que le da nombre, Drammen. Con sus fuentes (río Begna), alcanza los 308 km y es uno de los ríos más largos de Noruega, con una cuenca hidrológica de 17.115 km² y un caudal de 300 m³/s.
Durante siglos el río se usó para el transporte de troncos, llevando la madera desde los bosques en Eiker a las muchas papeleras y otras industrias a lo largo del río. Durante el siglo XX esta actividad hizo que el río intensamente contaminado. Sin embargo, la mayoría del papel y las fábricas de papel en Drammen cerraron en los sesenta y setenta y el río actualmente está limpio y es seguro.
Actualmente el Drammenselva se usa para actividades de ocio, y se le conoce por su excelente pesca del salmón.